# Speedy Gonzales/Filmografie
Dies ist eine Liste der verschiedenen Speedy-Gonzales-Zeichentrickfilme.
Ein Prototyp von Speedy Gonzales war erstmals 1953 in Robert McKimsons Kurzfilm Mexikanische Küche zu sehen. Im goldenen Zeitalter des US-amerikanischen Zeichentrickfilms trat Speedy Gonzales von 1955 bis 1968 in weiteren 44 Kurzfilmen auf, in denen er es oft mit seinen Kontrahenten Sylvester und Daffy Duck zu tun bekam. Erwähnenswert sind Friz Frelengs Die schnellste Maus von Mexiko aus dem Jahr 1955, der einen Oscar gewann sowie die drei Kurzfilme Tabasco Road (Robert McKimson, 1957), Siesta Mexikana (Friz Freleng, 1959) und Der Rattenfänger von Guadeloupe (Friz Freleng, 1961), die für selbigen Preis nominiert wurden.
Seinen letzten Auftritt in einem Kurzfilm hatte Speedy Gonzales 1980 in The Chocolate Chase, der Teil des Fernsehspecials Daffy Duck’s Easter Egg-Citement ist. Bereits ein Jahr zuvor bekam er einen Kurzauftritt in dem Kurzfilm Böse Weihnachtsüberraschung des Fernsehspecials Bugs Bunny’s Looney Christmas Tales.
Zudem trat er in etlichen weiteren Produktionen auf, so erschien er in Fernsehserien sowie -Specials, Kompilationsfilmen, Direct-to-Video-Veröffentlichungen und Anfang der 2000er-Jahre auch in Webtoons, die auf der Looney-Tunes-Website veröffentlicht wurden. Das ZDF veröffentlichte 1979 eine ihm gewidmete Kompilationsserie mit dem Titel Die schnellste Maus von Mexiko. Zudem hatte er Auftritte in den mit Animationen kombinierten Realfilmen Falsches Spiel mit Roger Rabbit (1988, Kurzauftritt), Space Jam (1996), Looney Tunes: Back in Action (2003, Kurzauftritt) und Space Jam: A New Legacy (2021).

## Kurzfilme
Insgesamt sind 47 Kurzfilme gelistet.
| Erstausstrahlung (USA)         | Deutscher Titel                                   | Originaltitel                              | Bekannte Charaktere                                                    | LT/MM   | Regie                               | Anmerkungen |
| ------------------------------ | ------------------------------------------------- | ------------------------------------------ | ---------------------------------------------------------------------- | ------- | ----------------------------------- | --- |
| 29. Aug. 1953 (1962–63*)       | Mexikanische Küche                                | Cat-Tails for Two                          | Benny                                                                  | MM*     | Robert McKimson                     | Proto-Speedy-Gonzales; dt. Alternativtitel: Zwei gegen Speedy Gonzales (S8), Zwei gegen Speedy (Dux)                                                                                                |
| 17. Sep. 1955                  | Die schnellste Maus von Mexiko                    | Speedy Gonzales                            | Sylvester                                                              | MM      | Friz Freleng                        | Oscar – gewonnen (1956); dt. Alternativtitel: Speedy Gonzales – Sturm auf die Käsefabrik (S8) |
| 20. Juli 1957 (1963–64*)       | –                                                 | Tabasco Road                               | –                                                                      | LT, MM* | Robert McKimson                     | Oscar-Nominierung (1958) |
| 30. Nov. 1957 (10. Juli 1968*) | Gonzales Tamales                                  | Gonzales’ Tamales                          | Sylvester                                                              | LT*     | Friz Freleng                        | |
| 18. Jan. 1958                  | –                                                 | Tortilla Flaps                             | –                                                                      | LT      | Robert McKimson                     | |
| 4. Juli 1959                   | Siesta Mexikana                                   | Mexicali Shmoes                            | Jose & Manuel (als Katzen), Kurzauftritt: Slowpoke Rodriguez           | LT      | Friz Freleng                        | Oscar-Nominierung (1960); dt. Alternativtitel: Siesta Mexicana |
| 29. Aug. 1959                  | Speedy Gonzales – ’kenntu Parmesano? (S8)         | Here Today, Gone Tamale                    | Sylvester                                                              | LT      | Friz Freleng                        | |
| 23. Jan. 1960                  | Speedy Gonzales überlistet Kater Silvester (S8)   | West of the Pesos                          | Sylvester                                                              | MM      | Robert McKimson                     | |
| 7. Jan. 1961                   | Speedy Gonzales – schnellste Maus von Mexico (S8) | Cannery Woe                                | Sylvester, Jose & Manuel (als Mäuse)                                   | LT      | Robert McKimson                     | |
| 19. Aug. 1961                  | Der Rattenfänger von Guadeloupe                   | The Pied Piper of Guadalupe                | Sylvester                                                              | LT      | Friz Freleng Co-Regie: Hawley Pratt | Oscar-Nominierung (1962); dt. Alternativtitel: Silvester + Speedy – Alles Käse! (S8); Silvester der Rattenfänger (S8)                                                                               |
| 12. Mai 1962                   | Speedy Gonzales, der Lebensretter (S8)            | Mexican Boarders                           | Sylvester, Slowpoke Rodriguez                                          | LT      | Friz Freleng Co-Regie: Hawley Pratt | |
| 20. Apr. 1963                  | Der Katzentanz                                    | Mexican Cat Dance                          | Sylvester                                                              | LT      | Friz Freleng                        | dt. Alternativtitel: Mexican Cat Dance; Speedy Gonzales – Viva Pussy-Kato. (S8) |
| 17. Aug. 1963                  | Chili Con Kater                                   | Chili Weather                              | Sylvester                                                              | MM      | Friz Freleng                        | dt. Alternativtitel: Chili Konkater |
| 8. Feb. 1964                   | –                                                 | A Message to Gracias                       | Sylvester                                                              | LT      | Robert McKimson                     | |
| 25. Apr. 1964                  | –                                                 | Nuts and Volts                             | Sylvester                                                              | LT      | Friz Freleng                        | |
| 24. Okt. 1964                  | –                                                 | Pancho’s Hideaway                          | Pancho Vanilla                                                         | LT      | Friz Freleng Co-Regie: Hawley Pratt | |
| 26. Dez. 1964                  | –                                                 | Road to Andalay                            | Sylvester                                                              | MM      | Friz Freleng Co-Regie: Hawley Pratt | |
| 16. Jan. 1965                  | –                                                 | It’s Nice to Have a Mouse Around the House | Daffy Duck, Sylvester, Granny                                          | LT      | Friz Freleng Co-Regie: Hawley Pratt | |
| 30. Jan. 1965                  | Katzenjammer                                      | Cats and Bruises                           | Sylvester                                                              | MM      | Friz Freleng Co-Regie: Hawley Pratt | |
| 27. Feb. 1965                  | Das grosse Rennen                                 | The Wild Chase                             | Sylvester, Road Runner & Wile E. Coyote                                | MM      | Friz Freleng Co-Regie: Hawley Pratt | nicht zu verwechseln mit Das große Rennen aus dem Jahr 1939 (OT: Porky and Teabiscuit) oder Das große Rennen aus dem Jahr 1943 (OT: Tortoise Wins by a Hare); dt. Alternativtitel: Das Große Rennen |
| 27. Mär. 1965                  | –                                                 | Moby Duck                                  | Daffy Duck                                                             | LT      | Robert McKimson                     | Semi-Remake von Der Dosenkrieg (OT: Canned Feud, 1951) und Rabbitson Crusoe (1956) |
| 24. Apr. 1965                  | Eiliges Kanonenrohr                               | Assault and Peppered                       | Daffy Duck                                                             | MM      | Robert McKimson                     | dt. Alternativtitel: Eiliges Kanonen-Rohr; Heiliges Kanonenrohr; El Rancho Rio Daffy |
| 22. Mai 1965                   | –                                                 | Well Worn Daffy                            | Daffy Duck                                                             | LT      | Robert McKimson                     | |
| 23. Okt. 1965                  | –                                                 | Chili Corn Corny                           | Daffy Duck                                                             | LT      | Robert McKimson                     | |
| 20. Nov. 1965                  | –                                                 | Go Go Amigo                                | Daffy Duck                                                             | MM      | Robert McKimson                     | mit Realszene |
| 1. Jan. 1966                   | Die Weltraumente                                  | The Astroduck                              | Daffy Duck                                                             | LT      | Robert McKimson                     | dt. Alternativtitel: Weltraumente; unzutreffender Alternativtitel: Die Weltraumenten |
| 5. Feb. 1966                   | Von klugen Mäusen und dämlichen Enten             | Mucho Locos                                | Daffy Duck, Kurzauftritt: Schweinchen Dick, Jose & Manuel (als Katzen) | MM      | Robert McKimson                     | |
| 26. Feb. 1966                  | –                                                 | Mexican Mousepiece                         | Daffy Duck                                                             | MM      | Robert McKimson                     | |
| 26. Mär. 1966                  | Daffys Auftrag                                    | Daffy Rents                                | Daffy Duck                                                             | LT      | Robert McKimson                     | |
| 16. Apr. 1966                  | Das Hexenhaus                                     | A-Haunting We Will Go                      | Daffy Duck, Witch Hazel                                                | LT      | Robert McKimson                     | |
| 21. Mai 1966                   | –                                                 | Snow Excuse                                | Daffy Duck                                                             | MM      | Robert McKimson                     | |
| 19. Juli 1966                  | Daffy Duck: „Ente“ gut – alles gut (S8)           | A Squeak in the Deep                       | Daffy Duck                                                             | LT      | Robert McKimson                     | |
| 20. Aug. 1966                  | –                                                 | Feather Finger                             | Daffy Duck                                                             | MM      | Robert McKimson                     | |
| 17. Sep. 1966                  | –                                                 | Swing Ding Amigo                           | Daffy Duck                                                             | LT      | Robert McKimson                     | |
| 3. Dez. 1966                   | –                                                 | A Taste of Catnip                          | Daffy Duck, Kurzauftritt: Sylvester                                    | MM      | Robert McKimson                     | |
| 21. Jan. 1967                  | –                                                 | Daffy’s Diner                              | Daffy Duck                                                             | MM      | Robert McKimson                     | |
| 29. Apr. 1967                  | Waldmannsheil                                     | Quacker Tracker                            | Daffy Duck                                                             | LT      | Rudy Larriva                        | nicht zu verwechseln mit Waidmanns Heil aus dem Jahr 1952 (OT: Rabbit Seasoning); dt. Alternativtitel: Waidmannsheil                                                                                |
| 27. Mai 1967                   | –                                                 | The Music Mice-Tro                         | Daffy Duck                                                             | MM      | Rudy Larriva                        | |
| 24. Juni 1967                  | –                                                 | The Spy Swatter                            | Daffy Duck, Kurzauftritt: Sam Cat                                      | LT      | Rudy Larriva                        | |
| 29. Juli 1967                  | –                                                 | Speedy Ghost to Town                       | Daffy Duck                                                             | MM      | Alex Lovy                           | |
| 23. Sep. 1967                  | Daffy, der verhinderte Star                       | Rodent to Stardom                          | Daffy Duck                                                             | LT      | Alex Lovy                           | |
| 30. Sep. 1967                  | –                                                 | Go Away Stowaway                           | Daffy Duck                                                             | MM      | Alex Lovy                           | |
| 9. Dez. 1967                   | Fiesta Fiasco                                     | Fiesta Fiasco                              | Daffy Duck                                                             | LT      | Alex Lovy                           | |
| 9. Mär. 1968                   | –                                                 | Skyscraper Caper                           | Daffy Duck                                                             | LT      | Alex Lovy                           | |
| 29. Juni 1968                  | –                                                 | See Ya Later Gladiator                     | Daffy Duck, Nero                                                       | LT      | Alex Lovy                           | |
| 27. Nov. 1979                  | Böse Weihnachtsüberraschung                       | Fright Before Christmas                    | Bugs Bunny, Clyde Bunny, Taz                                           | LT      | Friz Freleng                        | Kurzauftritt; Teil des Specials Bugs Bunny’s Looney Christmas Tales |
| 1. Apr. 1980                   | –                                                 | The Chocolate Chase                        | Daffy Duck                                                             | LT      | Friz Freleng                        | Teil des Specials Daffy Duck’s Easter Egg-Citement |

- LT steht für die Looney-Tunes-Reihe, MM steht für die Merrie-Melodies-Reihe.
- Mit einem Sternchen gekennzeichnete Filme sind als Blue-Ribbon-Versionen wiederveröffentlicht worden. Tabasco Road wurde dadurch zu einem Merrie-Melodies-Cartoon.
- S8 steht für Super-8-Titel.
- Dux steht für Dux-Kino-Titel.

## Kompilationsfilme
- 1981: Der total verrückte Bugs Bunny Film (The Looney, Looney, Looney Bugs Bunny Movie, mit Realszenen, Kurzauftritt)
- 1982: Bugs Bunny – Märchen aus 1001 Nacht (Bugs Bunny’s 3rd Movie: 1001 Rabbit Tales)
- 1983: Daffy Ducks fantastische Insel (Daffy Duck’s Movie: Fantastic Island)

## Fernsehserien
- 1979: Die schnellste Maus von Mexiko (Kompilationsserie, neue Version: 22 Folgen)
- 1983: Mein Name ist Hase (Kompilationsserie, nur Intro)
- 1990–1992: Tiny Toon Abenteuer (Tiny Toon Adventures)
- 1997: Sylvester und Tweety (The Sylvester & Tweety Mysteries, Kurzauftritt in Folge 3x04)
- 2002–2005: Mucha Lucha (¡Mucha Lucha!, 1 Folge)
- 2005: Bugs Bunny und Looney Tunes (Kompilationsserie)
- 2009: Coop gegen Kat (Kid vs. Kat, 1 Folge)
- 2011–2013: The Looney Tunes Show (30 Folgen)
- 2015–2019: Die neue Looney Tunes Show (New Looney Tunes, Folge 2x50)
- seit 2019: Looney Tunes Cartoons (1 Folge)

## TV-Specials
Es erschienen einige Fernsehspecials, die großteils aus alten Kurzfilmen bestehen. Nur Bugs Bunny’s Looney Christmas Tales (1979) und Daffy Duck’s Easter Egg-Citement (1980) sind originale Zeichentrickproduktionen.
- 1977: Bugs Bunny’s Howl-oween Special
- 1979: Bugs Bunny’s Looney Christmas Tales (Kurzauftritt)
- 1980: Daffy Duck’s Easter Egg-Citement

### Weitere
- 1986: Bugs Bunny/Looney Tunes 50th Anniversary (mit Star-Interviews)

## Direct-to-Videos
- 2000: Tweety’s High-Flying Adventure (Kurzauftritt)
- 2003: Looney Tunes: Reality Check (Webtoons-Kompilationsfilm, Kurzauftritt)
- 2003: Looney Tunes: Stranger Than Fiction (Webtoons-Kompilationsfilm, Kurzauftritt)
- 2006: Bah, Humduck! A Looney Tunes Christmas
- 2015: Looney Tunes – Hasenjagd (Looney Tunes: Rabbits Run)

## Realfilme/Animationsfilme
- 1996: Space Jam
- 2003: Looney Tunes: Back in Action (Kurzauftritt)
- 2021: Space Jam: A New Legacy

### Weitere
- 1988: Falsches Spiel mit Roger Rabbit (Who Framed Roger Rabbit, Kurzauftritt)

## Webtoons
Anfang der 2000er-Jahre wurden auf der Looney-Tunes-Website mehrere Webtoons veröffentlicht:
- 2001: Toon Marooned #10 (Kurzauftritt)
- 2001: Judge Granny #1 (Kurzauftritt)
- 2002: Tech Suppork (Kurzauftritt)
- 2005: Fast Feud (Kurzauftritt)
- 2005: Malltown and Tazboy (Kurzauftritt)
- 2005: Noie Da Topo

## Werbespot
- 2012: MetLife-Werbespot